# Liste der Naturdenkmale in Deuselbach
Die Liste der Naturdenkmale in Deuselbach nennt die im Gemeindegebiet von Deuselbach ausgewiesenen Naturdenkmale (Stand 11. März 2024).

## Naturdenkmale
| Nr.         | Bezeichnung | Lage                                                  | Beschreibung                                   | Bild                                    |
| ----------- | ----------- | ----------------------------------------------------- | ---------------------------------------------- | --------------------------------------- |
| ND-7231-529 | Zwei Eichen | nördlich des Ortes; Flur In den Hofkettenfeldern Lage | Quercus sp., zwei von ursprünglich drei Bäumen | Direkt Bild zu diesem Denkmal hochladen |